# La muerte de Pinochet
La muerte de Pinochet es un documental chileno dirigido por Bettina Perut e Iván Osnovikoff que fue estrenado el 1 de septiembre de 2011. La cinta muestra secuencias filmadas durante las horas posteriores al fallecimiento del dictador chileno Augusto Pinochet en diciembre de 2006, cuando cientos de personas salieron a las calles para manifestar su parecer al respecto.
El 4 de agosto de 2012 fue exhibido por primera vez en la televisión abierta por el canal La Red como parte de su ciclo Nuevas voces del documental chileno.

## Premios y reconocimientos
En noviembre de 2010, meses antes de su estreno, La muerte de Pinochet ganó el premio a la mejor película en la tercera versión del Festival CineB, realizado en las ciudades de Santiago, Antofagasta, Valparaíso, Talca y Temuco. Posteriormente recibió una mención especial en la competencia de cine chileno de la séptima versión del Festival Internacional de Cine de Santiago, llevado a cabo entre el 19 y el 27 de agosto de 2011. En marzo de 2012 se anunciaron las nominaciones de la séptima edición de los Premios Altazor, donde Bettina Perut e Iván Osnovikoff compiten en la categoría «Dirección - documental».